# Egvekinot
Egvekinot (en ruso: Эгвекино́т) es una localidad rural del distrito autónomo de Chukotka, Rusia, ubicada en la costa de la bahía Kresta, la cual forma parte del mar de Bering, a unos 1600 km de Magadán, 236 km de Anádyr —la capital del distrito autónomo— y a 6000 km de Moscú. Su población en el año 2010 era de casi 2800 habitantes.

## Historia

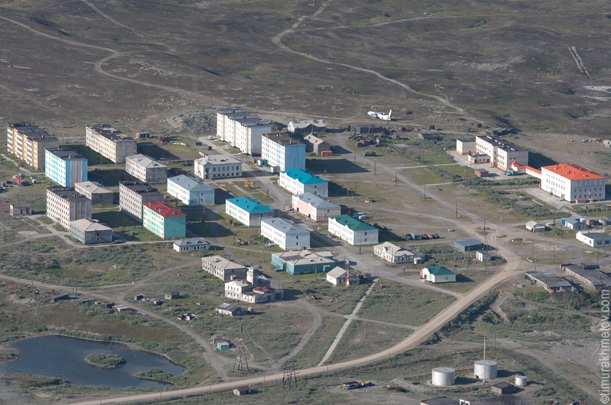
Vista aérea de un barrio de Egvekinot

Las excavaciones arqueológicas en el área indican que estaba habitado durante el neolítico e incluso durante el mesolítico, ya que se han encontrado numerosas herramientas de piedra y otras para moler, además de puntas de flecha de obsidiana, todas las cuales están almacenadas y expuestas en el museo de la localidad.
En 1937 se descubrieron importantes depósitos de metales en Iultin, por lo que fue necesario la creación de un puerto para transportar dicha mercancía; este puerto es el comienzo de la construcción de Egvekinot. Asimismo se construyó la carretera Iultin-Egvekinot.

## Clima
| Parámetros climáticos promedio de Egvekinot (1991-2020) | Parámetros climáticos promedio de Egvekinot (1991-2020) | Parámetros climáticos promedio de Egvekinot (1991-2020) | Parámetros climáticos promedio de Egvekinot (1991-2020) | Parámetros climáticos promedio de Egvekinot (1991-2020) | Parámetros climáticos promedio de Egvekinot (1991-2020) | Parámetros climáticos promedio de Egvekinot (1991-2020) | Parámetros climáticos promedio de Egvekinot (1991-2020) | Parámetros climáticos promedio de Egvekinot (1991-2020) | Parámetros climáticos promedio de Egvekinot (1991-2020) | Parámetros climáticos promedio de Egvekinot (1991-2020) | Parámetros climáticos promedio de Egvekinot (1991-2020) | Parámetros climáticos promedio de Egvekinot (1991-2020) | Parámetros climáticos promedio de Egvekinot (1991-2020) |
| Mes                                                     | Ene.                                                    | Feb.                                                    | Mar.                                                    | Abr.                                                    | May.                                                    | Jun.                                                    | Jul.                                                    | Ago.                                                    | Sep.                                                    | Oct.                                                    | Nov.                                                    | Dic.                                                    | Anual                                                   |
| ------------------------------------------------------- | ------------------------------------------------------- | ------------------------------------------------------- | ------------------------------------------------------- | ------------------------------------------------------- | ------------------------------------------------------- | ------------------------------------------------------- | ------------------------------------------------------- | ------------------------------------------------------- | ------------------------------------------------------- | ------------------------------------------------------- | ------------------------------------------------------- | ------------------------------------------------------- | ------------------------------------------------------- |
| Temp. máx. abs. (°C)                                    | 6.3                                                     | 5.1                                                     | 6.0                                                     | 7.8                                                     | 23.0                                                    | 28.8                                                    | 36.5                                                    | 25.0                                                    | 19.4                                                    | 12.8                                                    | 7.9                                                     | 9.5                                                     | 36.5                                                    |
| Temp. máx. media (°C)                                   | -14.3                                                   | -13.1                                                   | -11.8                                                   | -5.8                                                    | 2.8                                                     | 11.3                                                    | 14.3                                                    | 12.9                                                    | 7.8                                                     | 0.1                                                     | -6.2                                                    | -11.9                                                   | -1.2                                                    |
| Temp. media (°C)                                        | -18.1                                                   | -17.2                                                   | -16.2                                                   | -9.9                                                    | -0.5                                                    | 6.7                                                     | 10.5                                                    | 9.5                                                     | 4.8                                                     | -2.3                                                    | -9.1                                                    | -15.2                                                   | -4.8                                                    |
| Temp. mín. media (°C)                                   | -21.8                                                   | -21.3                                                   | -20.5                                                   | -14.0                                                   | -3.6                                                    | 3.0                                                     | 7.6                                                     | 6.7                                                     | 2.0                                                     | -4.8                                                    | -12.3                                                   | -18.6                                                   | -8.1                                                    |
| Temp. mín. abs. (°C)                                    | -45.8                                                   | -46.9                                                   | -44.8                                                   | -36.1                                                   | -27.8                                                   | -7.1                                                    | -0.1                                                    | -6.0                                                    | -10.0                                                   | -23.9                                                   | -36.0                                                   | -38.1                                                   | -46.9                                                   |
| Precipitación total (mm)                                | 29                                                      | 36                                                      | 35                                                      | 19                                                      | 33                                                      | 43                                                      | 83                                                      | 86                                                      | 60                                                      | 65                                                      | 50                                                      | 33                                                      | 572                                                     |
| Días de precipitaciones (≥ 1 mm)                        | 12.3                                                    | 12.3                                                    | 11.8                                                    | 13.2                                                    | 15.6                                                    | 14.6                                                    | 15.9                                                    | 17.3                                                    | 13.1                                                    | 16.1                                                    | 14.4                                                    | 14.4                                                    | 171                                                     |
| Humedad relativa (%)                                    | 71.2                                                    | 71.4                                                    | 72.8                                                    | 74.3                                                    | 79.4                                                    | 80.1                                                    | 79.6                                                    | 80.9                                                    | 76.0                                                    | 70.5                                                    | 69.2                                                    | 69.0                                                    | 74.5                                                    |
| Fuente n.º 1: Погода и климат                           |                                                         |                                                         |                                                         |                                                         |                                                         |                                                         |                                                         |                                                         |                                                         |                                                         |                                                         |                                                         |                                                         |
| Fuente n.º 2: climatebase.ru (1948–2011)                |                                                         |                                                         |                                                         |                                                         |                                                         |                                                         |                                                         |                                                         |                                                         |                                                         |                                                         |                                                         |                                                         |